# Copa do Mundo FIFA Sub-20 de 2007
A Copa do Mundo FIFA Sub-20 de 2007 foi a 16ª edição da competição de futebol para jogadores de até 20 anos de idade. O torneio foi disputado no Canadá entre 30 de junho a 22 de julho de 2007 com a presença de 24 equipes.
A Argentina conseguiu defender seu título e conquistar seu sexto na história da competição, após derrotar a República Checa na final por 2–1.

## Sedes
| Victoria             |                         | Toronto |
| Royal Athletic Park  | National Soccer Stadium |         |
| Capacidade: 14.500   | Capacidade: 20.195      |         |
|                      |                         |         |
| Burnaby              | Ottawa                  |         |
| Swangard Stadium     | Frank Clair Stadium     |         |
| Capacidade: 10.000   | Capacidade: 26.559      |         |
|                      |                         |         |
| Edmonton             | Montreal                |         |
| Commonwealth Stadium | Le Stade Olympique      |         |
| Capacidade: 60.081   | Capacidade: 65.255      |         |
|                      |                         |         |

## Qualificação
Vinte e três seleções qualificadas participaram do Mundial Sub-20 de 2007. O Canadá classificou-se automaticamente por ser o país-sede. 
| Confederação                                   | Torneio qualificatório                  | Classificado(s)                                   |
| ---------------------------------------------- | --------------------------------------- | ------------------------------------------------- |
| AFC (Ásia)                                     | Campeonato Asiático Sub-20 de 2006      | Japão Jordânia Coreia do Sul Coreia do Norte      |
| CAF (África)                                   | Campeonato Africano Sub-20 de 2007      | Congo Gâmbia Nigéria Zâmbia                       |
| CONCACAF (Américas do Norte, Central e Caribe) | Campeonato Sub-20 da CONCACAF de 2007   | Costa Rica México Panamá Estados Unidos           |
| CONMEBOL (América do Sul)                      | Campeonato Sul-Americano Sub-20 de 2007 | Argentina Brasil Chile Uruguai                    |
| OFC (Oceânia)                                  | Campeonato Sub-20 da OFC de 2007        | Nova Zelândia                                     |
| UEFA (Europa)                                  | Campeonato Europeu Sub-19 de 2006       | Áustria Tchéquia Polónia Portugal Escócia Espanha |
| País sede                                      | País sede                               | Canadá                                            |

## Arbitragem
Esta é a lista de árbitros e assistentes que atuam na Copa do Mundo Sub-20 de 2007:
| Árbitros                   | Assistentes                                      |
| AFC                        | AFC                                              |
| -------------------------- | ------------------------------------------------ |
| UZB Ravshan Irmatov        | UZB Abduxamidullo Rasulov KGZ Bakhadyr Kochkarov |
| MAS Subkhiddin Mohd Salleh | CHN Mu Yuxin THA Thanom Borikut                  |
| CAF                        |                                                  |
| ALG Mohamed Benouza        | ALG Amar Talbi ALG Mazari Kerai                  |
| CONCACAF                   |                                                  |
| SUR Enrico Wijngaarde      | JAM Anthony Garwood JAM Ricardo Morgan           |
| MEX Germán Arredondo       | MEX Héctor Delgadillo MEX Francisco Pérez        |
| SLV Joel Aguilar           | HON Roberto Girón PAN Daniel Williamson          |
| CAN Steven Depiero         | CAN Hector Vergara CAN Joe Fletcher              |
| USA Terry Vaughn           | USA Chris Strickland USA George Gansner          |

| Árbitros            | Assistentes                                 |
| OFC                 | OFC                                         |
| ------------------- | ------------------------------------------- |
| NZL Peter O'Leary   | NZL Brent Best VAN Kaloata Chilia           |
| CONMEBOL            |                                             |
| COL José Buitrago   | COL Abraham González COL Rafael Rivas       |
| UEFA                |                                             |
| ESP Alberto Undiano | ESP Fermín Martínez ESP Juan Carlos Jiménez |
| ENG Howard Webb     | ENG Darren Cann ENG Michael Mullarkey       |
| SWE Martin Hansson  | SWE Stefan Wittberg SWE Henrik Andren       |
| HUN Viktor Kassai   | HUN Gábor Erős HUN Tibor Vámos              |
| GER Wolfgang Stark  | GER Jan-Hendrik Salver GER Volker Wezel     |

## Fase de grupos

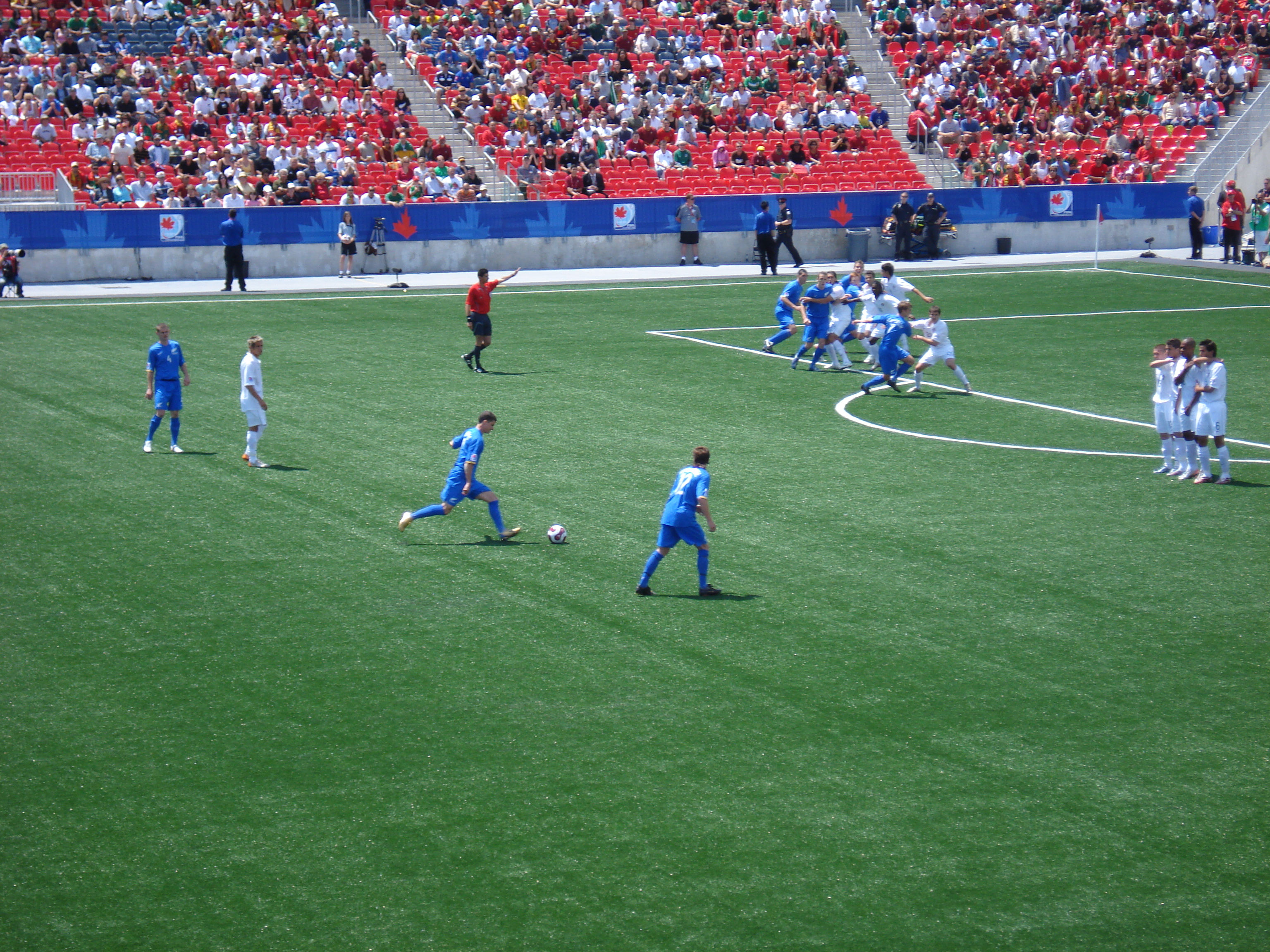
Livre indirecto favorável à Nova Zelândia na partida inaugural do grupo C, frente a Portugal.

As 24 equipes classificadas são divididas em seis grupos de quatro equipes cada, de acordo com o sorteio realizado em 3 de Março de 2007. Nos grupos todos se enfrentam dentro do mesmo, num total de três partidas. O vencedor e o segundo colocado de cada grupo avançam as oitavas de final, assim como os quatro melhores terceiros colocados.
|  | Equipes classificadas às oitavas de final                   |
|  | Equipes classificadas como melhores terceiros classificados |
|  | Equipes eliminadas                                          |

### Grupo A
| Pos. | Seleção | P | J | V | E | D | GP | GC | SG |
| ---- | ------- | - | - | - | - | - | -- | -- | -- |
| 1    | Chile   | 7 | 3 | 2 | 1 | 0 | 6  | 0  | +6 |
| 2    | Áustria | 5 | 3 | 1 | 2 | 0 | 2  | 1  | +1 |
| 3    | Congo   | 4 | 3 | 1 | 1 | 1 | 3  | 4  | –1 |
| 4    | Canadá  | 0 | 3 | 0 | 0 | 3 | 0  | 6  | –6 |

Todas as partidas estão no horário local.
| 1 de julho | Canadá | 0 – 3     | Chile                                   | National Soccer Stadium, Toronto             |
| 19:45      |        | Relatório | Medina 25' · Carmona 54' · Grondona 81' | Público: 19 526 Árbitro: ESP Alberto Undiano |

| 2 de julho | Congo           | 1 – 1     | Áustria   | Commonwealth Stadium, Edmonton                 |
| 17:45      | Ibara 59' (pen) | Relatório | Hoffer 7' | Público: 19 899 Árbitro: SUR Enrico Wijngaarde |

| 5 de julho | Áustria    | 1 – 0     | Canadá | Commonwealth Stadium, Edmonton             |
| 17:45      | Okotie 47' | Relatório |        | Público: 31 579 Árbitro: COL José Buitrago |

| 5 de julho | Chile                                | 3 – 0     | Congo | Commonwealth Stadium, Edmonton               |
| 20:30      | Sánchez 49' · Medina 75' · Vidal 82' | Relatório |       | Público: 30 352 Árbitro: UZB Ravshan Irmatov |

| 8 de julho | Canadá | 0 – 2     | Congo                     | Commonwealth Stadium, Edmonton           |
| 18:00      |        | Relatório | Ngakosso 26' · Ikouma 60' | Público: 32 058 Árbitro: ENG Howard Webb |

| 8 de julho | Chile | 0 – 0     | Áustria | National Soccer Stadium, Toronto          |
| 20:00      |       | Relatório |         | Público: 19 526 Árbitro: SLV Joel Aguilar |

### Grupo B
| Pos. | Seleção  | P | J | V | E | D | GP | GC | SG |
| ---- | -------- | - | - | - | - | - | -- | -- | -- |
| 1    | Espanha  | 7 | 3 | 2 | 1 | 0 | 8  | 5  | +3 |
| 2    | Zâmbia   | 4 | 3 | 1 | 1 | 1 | 4  | 3  | +1 |
| 3    | Uruguai  | 4 | 3 | 1 | 1 | 1 | 3  | 4  | –1 |
| 4    | Jordânia | 1 | 3 | 0 | 1 | 2 | 3  | 6  | –5 |

| 1 de julho | Jordânia  | 1 – 1     | Zâmbia         | Swangard Stadium, Burnaby                 |
| 14:15      | Salim 42' | Relatório | Tembo 8' (pen) | Público: 10 000 Árbitro: USA Terry Vaughn |

| 1 de julho | Espanha                  | 2 – 2     | Uruguai                 | Swangard Stadium, Burnaby                   |
| 17:00      | Adrián 73' · Capel 90+3' | Relatório | Cavani 47' · Suárez 56' | Público: 10 000 Árbitro: GER Wolfgang Stark |

| 4 de julho | Uruguai    | 1 – 0     | Jordânia | Swangard Stadium, Burnaby                  |
| 17:00      | Cavani 40' | Relatório |          | Público: 10 000 Árbitro: NZL Peter O'Leary |

| 4 de julho | Zâmbia     | 1 – 2     | Espanha                           | Swangard Stadium, Burnaby                     |
| 19:45      | Njobvu 74' | Relatório | Mario Suárez 30' (pen) · Mata 40' | Público: 10 000 Árbitro: MEX Germán Arredondo |

| 7 de julho | Espanha                                        | 4 – 2     | Jordânia                  | Swangard Stadium, Burnaby                  |
| 14:15      | Adrián López 29', 32', 38' · Marcos García 79' | Relatório | Al Zaideh 48' · Salim 56' | Público: 10 000 Árbitro: COL José Buitrago |

| 7 de julho | Uruguai | 0 – 2     | Zâmbia                       | Royal Athletic Park, Victoria               |
| 14:15      |         | Relatório | Mulemga 22' (pen) · Kola 51' | Público: 11 500 Árbitro: SWE Martin Hansson |

### Grupo C
| Pos. | Seleção       | P | J | V | E | D | GP | GC | SG |
| ---- | ------------- | - | - | - | - | - | -- | -- | -- |
| 1    | México        | 9 | 3 | 3 | 0 | 0 | 7  | 2  | +5 |
| 2    | Gâmbia        | 6 | 3 | 2 | 0 | 1 | 3  | 4  | –1 |
| 3    | Portugal      | 3 | 3 | 1 | 0 | 2 | 4  | 4  | 0  |
| 4    | Nova Zelândia | 0 | 3 | 0 | 0 | 3 | 1  | 5  | –4 |

| 2 de julho | Portugal                 | 2 – 0     | Nova Zelândia | National Soccer Stadium, Toronto           |
| 14:15      | Bruno Gama 45' 61' (pen) | Relatório |               | Público: 19 526 Árbitro: COL José Buitrago |

| 2 de julho | Gâmbia | 0 – 3     | México                                      | National Soccer Stadium, Toronto             |
| 17:00      |        | Relatório | dos Santos 57' · Moreno 67' · Hernandez 89' | Público: 19 526 Árbitro: UZB Ravshan Irmatov |

| 5 de julho | Nova Zelândia | 0 – 1     | Gâmbia     | National Soccer Stadium, Toronto          |
| 17:00      |               | Relatório | Jallow 22' | Público: 11 869 Árbitro: SLV Joel Aguilar |

| 5 de julho | México                             | 2 – 1     | Portugal    | National Soccer Stadium, Toronto         |
| 19:45      | dos Santos 48' (pen) · Barrera 66' | Relatório | Antunes 89' | Público: 19 526 Árbitro: ENG Howard Webb |

| 8 de julho | Nova Zelândia | 1 – 2     | México                   | Commonwealth Stadium, Edmonton               |
| 15:15      | Pelter 89'    | Relatório | Bermudez 24' · Mares 78' | Público: 29 792 Árbitro: ALG Mohamed Benouza |

| 8 de julho | Portugal     | 1 – 2     | Gâmbia                          | Estádio Olímpico, Montreal                  |
| 17:15      | Condesso 20' | Relatório | Jallow 44' (pen) · Mansally 68' | Público: 28 402 Árbitro: GER Wolfgang Stark |

### Grupo D
| Pos. | Seleção        | P | J | V | E | D | GP | GC | SG |
| ---- | -------------- | - | - | - | - | - | -- | -- | -- |
| 1    | Estados Unidos | 7 | 3 | 2 | 1 | 0 | 9  | 3  | +6 |
| 2    | Polónia        | 4 | 3 | 1 | 1 | 1 | 3  | 7  | –4 |
| 3    | Brasil         | 3 | 3 | 1 | 0 | 2 | 4  | 5  | –1 |
| 4    | Coreia do Sul  | 2 | 3 | 0 | 2 | 1 | 4  | 5  | –1 |

| 30 de junho | Polónia        | 1 – 0     | Brasil | Estádio Olímpico, Montreal               |
| 14:15       | Krychowiak 23' | Relatório |        | Público: 55 800 Árbitro: ENG Howard Webb |

| 30 de junho | Coreia do Sul      | 1 – 1     | Estados Unidos | Estádio Olímpico, Montreal                |
| 17:00       | Shin Young-Rok 38' | Relatório | Szetela 16'    | Público: 55 800 Árbitro: SLV Joel Aguilar |

| 3 de julho | Estados Unidos                                                    | 6 – 1     | Polónia    | Estádio Olímpico, Montreal                  |
| 17:00      | Szetela 9' · Adu 20' 45+3' · Szetela 51' · Altidore 70' · Adu 85' | Relatório | Janczyk 5' | Público: 35 801 Árbitro: SWE Martin Hansson |

| 3 de julho | Brasil                              | 3 – 2     | Coreia do Sul                            | Estádio Olímpico, Montreal                 |
| 19:45      | Amaral 35' · Alexandre Pato 48' 59' | Relatório | Shim Young-Sung 83' · Shin Young-Rok 89' | Público: 35 801 Árbitro: HUN Viktor Kassai |

| 6 de julho | Polónia     | 1 – 1     | Coreia do Sul | Estádio Olímpico, Montreal                     |
| 19:45      | Janczyk 45' | Relatório | Lee 71'       | Público: 34 912 Árbitro: SUR Enrico Wijngaarde |

| 6 de julho | Brasil           | 1 – 2     | Estados Unidos   | Frank Clair Stadium, Ottawa                  |
| 19:45      | Leandro Lima 64' | Relatório | Altidore 25' 81' | Público: 26 559 Árbitro: ESP Alberto Undiano |

### Grupo E
| Pos. | Seleção         | P | J | V | E | D | GP | GC | SG |
| ---- | --------------- | - | - | - | - | - | -- | -- | -- |
| 1    | Argentina       | 7 | 3 | 2 | 1 | 0 | 7  | 0  | +7 |
| 2    | Tchéquia        | 5 | 3 | 1 | 2 | 0 | 4  | 3  | +1 |
| 3    | Coreia do Norte | 2 | 3 | 0 | 2 | 1 | 2  | 3  | –1 |
| 4    | Panamá          | 1 | 3 | 0 | 1 | 2 | 1  | 8  | –7 |

| 30 de junho | Coreia do Norte | 0 – 0     | Panamá | Frank Clair Stadium, Ottawa                  |
| 16:40       |                 | Relatório |        | Público: 26 559 Árbitro: ALG Mohamed Benouza |

| 30 de junho | Argentina | 0 – 0     | Tchéquia | Frank Clair Stadium, Ottawa                 |
| 19:15       |           | Relatório |          | Público: 26 559 Árbitro: SWE Martin Hansson |

| 3 de julho | Tchéquia                | 2 – 2     | Coreia do Norte                   | Frank Clair Stadium, Ottawa                  |
| 17:00      | Kalouda 56' · Fenin 66' | Relatório | Kum Il Kim 12' · Kwang Ik Jon 89' | Público: 22 200 Árbitro: ESP Alberto Undiano |

| 3 de julho | Panamá | 0 – 6     | Argentina                                                                       | Frank Clair Stadium, Ottawa                         |
| 19:45      |        | Relatório | Moralez 20' · Zárate 23' · Agüero 25' · Moralez 27' · Agüero 62' · di María 76' | Público: 23 500 Árbitro: MAS Subkhiddin Mohd Salleh |

| 6 de julho | Argentina  | 1 – 0     | Coreia do Norte | Frank Clair Stadium, Ottawa                |
| 17:00      | Agüero 35' | Relatório |                 | Público: 26 559 Árbitro: HUN Viktor Kassai |

| 6 de julho | Tchéquia                   | 2 – 1     | Panamá       | Estádio Olímpico, Montreal                  |
| 17:00      | Kalouda 79' · Streštík 82' | Relatório | Barahona 84' | Público: 34 912 Árbitro: CAN Steven Depiero |

### Grupo F
| Pos. | Seleção    | P | J | V | E | D | GP | GC | SG |
| ---- | ---------- | - | - | - | - | - | -- | -- | -- |
| 1    | Japão      | 7 | 3 | 2 | 1 | 0 | 4  | 1  | +3 |
| 2    | Nigéria    | 7 | 3 | 2 | 1 | 0 | 3  | 0  | +3 |
| 3    | Costa Rica | 3 | 3 | 1 | 0 | 2 | 2  | 3  | –1 |
| 4    | Escócia    | 0 | 3 | 0 | 0 | 3 | 2  | 7  | –5 |

| 1 de julho | Japão                                    | 3 – 1     | Escócia      | Royal Athletic Park, Victoria                 |
| 14:15      | Morishima 43' · Umesaki 57' · Aoyama 79' | Relatório | Campbell 82' | Público: 11 500 Árbitro: MEX Germán Arredondo |

| 1 de julho | Nigéria   | 1 – 0     | Costa Rica | Royal Athletic Park, Victoria              |
| 17:00      | Ideye 75' | Relatório |            | Público: 11 500 Árbitro: NZL Peter O'Leary |

| 4 de julho | Costa Rica | 0 – 1     | Japão      | Royal Athletic Park, Victoria               |
| 17:00      |            | Relatório | Tanaka 67' | Público: 10 500 Árbitro: GER Wolfgang Stark |

| 4 de julho | Escócia | 0 – 2     | Nigéria      | Royal Athletic Park, Victoria             |
| 19:45      |         | Relatório | Bala 49' 78' | Público: 10 500 Árbitro: USA Terry Vaughn |

| 7 de julho | Japão | 0 – 0     | Nigéria | Royal Athletic Park, Victoria                 |
| 17:00      |       | Relatório |         | Público: 11 500 Árbitro: MEX Germán Arredondo |

| 7 de julho | Escócia      | 1 – 2     | Costa Rica                   | Swangard Stadium, Burnaby                           |
| 17:00      | Reynolds 18' | Relatório | Herrera 57' · McDonald 90+2' | Público: 10 000 Árbitro: MAS Subkhiddin Mohd Salleh |

### Melhores terceiros classificados

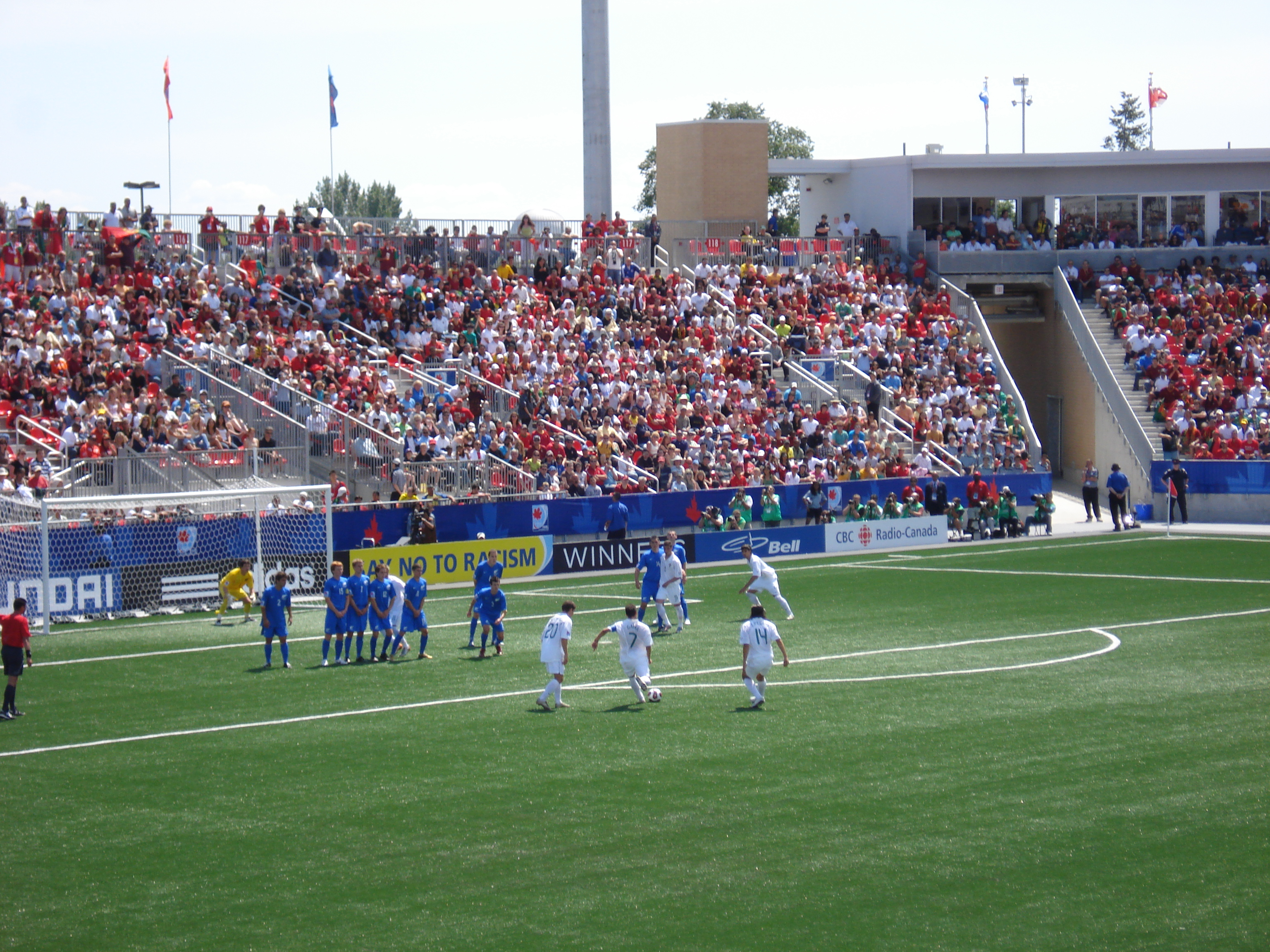
Livre directo que deu origem ao primeiro golo de Portugal frente à Nova Zelândia, por Bruno Gama.

| Pos | Seleção         | P | J | V | E | D | GP | GC | SG | Grupo |
| --- | --------------- | - | - | - | - | - | -- | -- | -- | ----- |
| 1   | Congo           | 4 | 3 | 1 | 1 | 1 | 3  | 4  | –1 | A     |
| 2   | Uruguai         | 4 | 3 | 1 | 1 | 1 | 3  | 4  | –1 | B     |
| 3   | Portugal        | 3 | 3 | 1 | 0 | 2 | 4  | 4  | 0  | C     |
| 4   | Brasil          | 3 | 3 | 1 | 0 | 2 | 4  | 5  | –1 | D     |
| 5   | Costa Rica      | 3 | 3 | 1 | 0 | 2 | 2  | 3  | –1 | F     |
| 6   | Coreia do Norte | 2 | 3 | 0 | 2 | 1 | 2  | 3  | –1 | E     |

## Fase final

### Esquema
|  | Oitavas de final       | Oitavas de final       |                        |       | Quartas de final | Quartas de final |                       |                       | Semifinais | Semifinais |  |  | Final | Final |
|  |                        |                        |                        |       |                  |                  |                       |                       |            |            |  |  |       |       |
|  | 11 de julho – Edmonton |                        |                        |       |                  |                  |                       |                       |            |            |  |  |       |       |
|  |                        |                        |                        |       |                  |                  |                       |                       |            |            |  |  |       |       |
|  | Áustria                | 2                      |                        |       |                  |                  |                       |                       |            |            |  |  |       |       |
|  | Áustria                | 2                      | 14 de julho – Toronto  |       |                  |                  |                       |                       |            |            |  |  |       |       |
|  | Gâmbia                 | 1                      |                        |       |                  |                  |                       |                       |            |            |  |  |       |       |
|  | Gâmbia                 | 1                      | Áustria (pro)          | 2     |                  |                  |                       |                       |            |            |  |  |       |       |
|  | 11 de julho – Toronto  |                        | Áustria (pro)          | 2     |                  |                  |                       |                       |            |            |  |  |       |       |
|  |                        | Estados Unidos         | 1                      |       |                  |                  |                       |                       |            |            |  |  |       |       |
|  | Estados Unidos (pro)   | Estados Unidos         | 1                      | 2     |                  |                  |                       |                       |            |            |  |  |       |       |
|  | Estados Unidos (pro)   |                        | 18 de julho – Edmonton | 2     |                  |                  |                       |                       |            |            |  |  |       |       |
|  | Uruguai                | 1                      |                        |       |                  |                  |                       |                       |            |            |  |  |       |       |
|  | Uruguai                | 1                      | Áustria                | 0     |                  |                  |                       |                       |            |            |  |  |       |       |
|  | 11 de julho – Burnaby  |                        | Áustria                | 0     |                  |                  |                       |                       |            |            |  |  |       |       |
|  |                        | Tchéquia               | 2                      |       |                  |                  |                       |                       |            |            |  |  |       |       |
|  | Espanha (pro)          | Tchéquia               | 2                      | 4     |                  |                  |                       |                       |            |            |  |  |       |       |
|  | Espanha (pro)          | 14 de julho – Edmonton |                        | 4     |                  |                  |                       |                       |            |            |  |  |       |       |
|  | Brasil                 | 2                      |                        |       |                  |                  |                       |                       |            |            |  |  |       |       |
|  | Brasil                 | 2                      | Espanha                | 1 (3) |                  |                  |                       |                       |            |            |  |  |       |       |
|  | 11 de julho – Victoria |                        | Espanha                | 1 (3) |                  |                  |                       |                       |            |            |  |  |       |       |
|  |                        | Tchéquia (pen)         | 1 (4)                  |       |                  |                  |                       |                       |            |            |  |  |       |       |
|  | Japão                  | Tchéquia (pen)         | 1 (4)                  | 2 (3) |                  |                  |                       |                       |            |            |  |  |       |       |
|  | Japão                  |                        | 22 de julho – Toronto  | 2 (3) |                  |                  |                       |                       |            |            |  |  |       |       |
|  | Tchéquia (pen)         | 2 (4)                  |                        |       |                  |                  |                       |                       |            |            |  |  |       |       |
|  | Tchéquia (pen)         | 2 (4)                  | Tchéquia               | 1     |                  |                  |                       |                       |            |            |  |  |       |       |
|  | 12 de julho – Toronto  |                        | Tchéquia               | 1     |                  |                  |                       |                       |            |            |  |  |       |       |
|  |                        | Argentina              | 2                      |       |                  |                  |                       |                       |            |            |  |  |       |       |
|  | Argentina              | Argentina              | 2                      | 3     |                  |                  |                       |                       |            |            |  |  |       |       |
|  | Argentina              | 15 de julho – Ottawa   |                        | 3     |                  |                  |                       |                       |            |            |  |  |       |       |
|  | Polónia                | 1                      |                        |       |                  |                  |                       |                       |            |            |  |  |       |       |
|  | Polónia                | 1                      | Argentina              | 1     |                  |                  |                       |                       |            |            |  |  |       |       |
|  | 12 de julho – Montreal |                        | Argentina              | 1     |                  |                  |                       |                       |            |            |  |  |       |       |
|  |                        | México                 | 0                      |       |                  |                  |                       |                       |            |            |  |  |       |       |
|  | México                 | México                 | 0                      | 3     |                  |                  |                       |                       |            |            |  |  |       |       |
|  | México                 |                        | 19 de julho – Toronto  | 3     |                  |                  |                       |                       |            |            |  |  |       |       |
|  | Congo                  | 0                      |                        |       |                  |                  |                       |                       |            |            |  |  |       |       |
|  | Congo                  | 0                      | Argentina              | 3     |                  |                  |                       |                       |            |            |  |  |       |       |
|  | 12 de julho – Edmonton |                        | Argentina              | 3     |                  |                  |                       |                       |            |            |  |  |       |       |
|  |                        | Chile                  | 0                      |       | Terceiro lugar   | Terceiro lugar   |                       |                       |            |            |  |  |       |       |
|  | Chile                  | Chile                  | 0                      | 1     | Terceiro lugar   | Terceiro lugar   |                       |                       |            |            |  |  |       |       |
|  | Chile                  | 15 de julho – Montreal | 15 de julho – Montreal | 1     |                  |                  | 22 de julho – Toronto | 22 de julho – Toronto |            |            |  |  |       |       |
|  | Portugal               | 15 de julho – Montreal | 15 de julho – Montreal | 0     |                  |                  | 22 de julho – Toronto | 22 de julho – Toronto |            |            |  |  |       |       |
|  | Portugal               | Chile (pro)            | 4                      | 0     | Áustria          | 0                |                       |                       |            |            |  |  |       |       |
|  | 12 de julho – Ottawa   | Chile (pro)            | 4                      |       | Áustria          | 0                |                       |                       |            |            |  |  |       |       |
|  |                        | Nigéria                | 0                      |       | Chile            | 1                |                       |                       |            |            |  |  |       |       |
|  | Zâmbia                 | Nigéria                | 0                      | 1     | Chile            | 1                |                       |                       |            |            |  |  |       |       |
|  | Zâmbia                 |                        |                        | 1     |                  |                  |                       |                       |            |            |  |  |       |       |
|  | Nigéria                | 2                      |                        |       |                  |                  |                       |                       |            |            |  |  |       |       |
|  | Nigéria                | 2                      |                        |       |                  |                  |                       |                       |            |            |  |  |       |       |

### Oitavas-de-final
| 11 de julho | Áustria                  | 2 – 1     | Gâmbia    | Commonwealth Stadium, Edmonton               |
| 17:45       | Prödl 45+1' · Hoffer 81' | Relatório | Gomez 69' | Público: 18 721 Árbitro: ALG Mohamed Benouza |

| 11 de julho | Estados Unidos                     | 2 – 1 (pro) | Uruguai         | National Soccer Stadium, Toronto             |
| 19:45       | Cardacio 83' (g.c.) · Bradley 107' | Relatório   | Luis Suárez 73' | Público: 19 526 Árbitro: UZB Ravshan Irmatov |

| 11 de julho | Espanha                                                        | 4 – 2 (pro) | Brasil                                | Swangard Stadium, Burnaby                   |
| 20:15       | Piqué 43' · Javi García 84' · Bueno 102' · Adrián López 120+1' | Relatório   | Leandro Lima 39' · Alexandre Pato 41' | Público: 10 000 Árbitro: SWE Martin Hansson |

| 11 de julho | Japão                            | 2 – 2 (pro) | Tchéquia                           | Royal Athletic Park, Victoria              |
| 20:15       | Makino 22' · Morishima 47' (pen) | Relatório   | Kúdela 74' (pen) · Mareš 77' (pen) | Público: 11 500 Árbitro: COL José Buitrago |

|                                             |       | Penalidades                              |  |
| Yasuda: Aoki: Makino: Morishima: Kashiwagi: | 3 – 4 | Fenin: Kúdela: Suchý: Pekhart: Okleštěk: |  |

| 12 de julho | Zâmbia   | 1 – 2     | Nigéria                     | Frank Clair Stadium, Ottawa                 |
| 16:45       | Kola 33' | Relatório | Echiejile 3' · Akabueze 57' | Público: 22 531 Árbitro: GER Wolfgang Stark |

| 12 de julho | Argentina                      | 3 – 1     | Polónia     | National Soccer Stadium, Toronto          |
| 16:45       | di María 40' · Agüero 46', 86' | Relatório | Janczyk 33' | Público: 19 526 Árbitro: SLV Joel Aguilar |

| 12 de julho | Chile     | 1 – 0     | Portugal | Commonwealth Stadium, Edmonton                      |
| 17:45       | Vidal 45' | Relatório |          | Público: 24 687 Árbitro: MAS Subkhiddin Mohd Salleh |

| 12 de julho | México                                             | 3 – 0     | Congo | Estádio Olímpico, Montreal                 |
| 19:45       | dos Santos 23' (pen) · Esparza 85' · Barrera 90+4' | Relatório |       | Público: 40 204 Árbitro: HUN Viktor Kassai |

### Quartas-de-final
| 14 de julho | Áustria                  | 2 – 1 (pro) | Estados Unidos | National Soccer Stadium, Toronto            |
| 14:15       | Okotie 43' · Hoffer 105' | Relatório   | Altidore 15'   | Público: 19 526 Árbitro: SWE Martin Hansson |

| 14 de julho | Espanha   | 1 – 1 (pro) | Tchéquia     | Commonwealth Stadium, Edmonton               |
| 17:45       | Mata 110' | Relatório   | Kalouda 103' | Público: 26 801 Árbitro: UZB Ravshan Irmatov |

|                                                    |       | Penalidades                    |  |
| Mata: González: Marc Valiente: Javi García: Piqué: | 3 – 4 | Fenin: Suchý: Kúdela: Pekhart: |  |

| 15 de julho | Chile                                                    | 4 – 0 (pro) | Nigéria | Estádio Olímpico, Montreal               |
| 14:15       | Grondona 96' · Isla 114' (pen), 118' · Vidangossy 120+2' | Relatório   |         | Público: 46 252 Árbitro: ENG Howard Webb |

| 15 de julho | Argentina   | 1 – 0     | México | Frank Clair Stadium, Ottawa                  |
| 19:45       | Moralez 45' | Relatório |        | Público: 26 559 Árbitro: ESP Alberto Undiano |

### Semifinais
| 18 de julho | Áustria | 0 – 2     | Tchéquia              | Commonwealth Stadium, Edmonton           |
| 17:45       |         | Relatório | Mičola 4' · Fenin 15' | Público: 28 401 Árbitro: ENG Howard Webb |

| 19 de julho | Argentina                                | 3 – 0     | Chile | National Soccer Stadium, Toronto            |
| 19:45       | di María 12' · Yacob 65' · Moralez 90+3' | Relatório |       | Público: 19 526 Árbitro: GER Wolfgang Stark |

### Decisão do terceiro lugar
| 22 de julho | Áustria | 0 – 1     | Chile          | National Soccer Stadium, Toronto            |
| 12:15       |         | Relatório | Martínez 45+1' | Público: 19 526 Árbitro: SWE Martin Hansson |

### Final
| 22 de julho | Tchéquia  | 1 – 2     | Argentina               | National Soccer Stadium, Toronto             |
| 15:15       | Fenin 60' | Relatório | Agüero 62' · Zárate 86' | Público: 19 526 Árbitro: ESP Alberto Undiano |

## Premiação
| Copa do Mundo FIFA Sub-20 de 2007 |
| Argentina                         |
| --------------------------------- |
| ARGENTINA Campeã (6º título)      |

| Chuteira de Ouro      | Chuteira de Prata | Chuteira de Bronze     |
| --------------------- | ----------------- | ---------------------- |
| ARG Sergio Agüero     | ESP Adrián López  | ARG Maxi Moralez       |
| Bola de Ouro          | Bola de Prata     | Bola de Bronze         |
| ARG Sergio Agüero     | ARG Maxi Moralez  | MEX Giovani dos Santos |
| Troféu FIFA Fair Play |                   |                        |
| Japão                 |                   |                        |

## Artilharia
| 6 gols (1) - ARG Sergio Agüero 5 gols (1) - ESP Adrián López 4 gols (2) - ARG Maximiliano Moralez - USA Josmer Altidore 3 gols (9) - ARG Ángel Di María - AUT Erwin Hoffer - BRA Alexandre Pato - USA Freddy Adu - USA Danny Szetela - MEX Giovanni dos Santos - POL Dawid Janczyk - CZE Martin Fenin - CZE Luboš Kalouda 2 gols (18) - ARG Mauro Zárate - AUT Rubin Okotie - BRA Leandro Lima - CHI Nicolás Medina - CHI Jaime Grondona - CHI Mauricio Isla - CHI Arturo Vidal - KOR Shin Young-Rok - ESP Juan Manuel Mata - GAM Ousman Jallow - JPN Yasuhito Morishima - JOR Abdallah Salim - MEX Pablo Barrera - NGA Ezekiel Bala - POR Bruno Gama - URU Edinson Cavani - URU Luis Suárez - ZAM Rodgers Kola | 1 gol (53) - ARG Claudio Yacob - AUT Sebastian Prödl - BRA Amaral - CHI Carlos Carmona - CHI Hans Martínez - CHI Alexis Sánchez - CHI Mathías Vidangossy - CGO Franchel Ibara - CGO Gracia Ikouma - CGO Ermejea Ngakosso - PRK Kum Il Kim - PRK Kwang Ik Jon - KOR Lee Sang-Ho - KOR Shim Young-Sung - CRC Pablo Herrera - CRC Jonathan McDonald - SCO Ross Campbell - SCO Mark Reynolds - ESP Alberto Bueno - ESP Diego Capel - ESP Javi García - ESP Marcos García - ESP Gerard Piqué - ESP Mario Suárez - USA Michael Bradley - GAM Pierre Gomez - GAM Abdoulie Mansally - JPN Jun Aoyama - JPN Tomoaki Makino - JPN Atomu Tanaka - JPN Tsukasa Umesaki - JOR Loyi Al Zaideh - MEX Christian Bermudez - MEX Omar Esparza - MEX Javier Hernández - MEX Osmar Mares | 1 gol (continuação) - MEX Héctor Moreno - NGA Chukwuma Akabueze - NGA Uwa Echiejile - NGA Brown Ideye - NZL Jack Pelter - PAN Nelson Barahona - POL Grzegorz Krychowiak - POR Antunes - POR Feliciano Condesso - CZE Ondřej Kúdela - CZE Jakub Mareš - CZE Tomáš Mičola - CZE Marek Streštík - ZAM Clifford Mulemga - ZAM Willian Njobvu - ZAM Fwayo Tembo Golos contra (1) - URU Mathías Cardacio (a favor dos Estados Unidos) |